# 約翰·厄普代克
約翰·厄普代克（英語：John Updike，1932年3月18日—2009年1月27日），美國長篇小說、短篇小說作家、詩人。著作《兔子富了》和《兔子安息》分別在1982年和1991年榮獲普利策獎。

## 早期
約翰·厄普代克生於美國賓夕法尼亞州雷丁（Reading），父親衛斯理（Wesley R. Updike）是高中數學教師，母親琳達‧格雷斯‧霍耶（Linda Grace Hoyer）是一名作家，热爱写作，一度是《纽约客》的撰稿人。厄普代克年少时，常常看到母亲坐在打字机前敲敲打打。厄普代克小時有口吃的毛病，又患牛皮癬。從小嗜讀推理小說，喜歡的作家有阿嘉莎·克莉絲蒂，后来在母亲的鼓励下尝试写作。
1950年在哈佛大學攻讀英文系，1953年娶牧師女兒瑪麗‧潘寧頓（Mary Pennington）為妻，並曾在英國牛津大學留學1年。返美後成為《紐約客》雜誌（The New Yorker）「城中話題」（Talk of the Town）專欄作家，辭去《紐約客》工作後專事寫作，为了解决经济压力，他养成了每天必写5页纸的习惯，並長年定居新英格蘭地区的麻萨诸塞州。1958年，厄普代克出版詩集《木匠母雞和其他馴獸》（The Carpentered Hen and Other Tame Creatures），隔年《貧民院義賣會》出版。

## 創作生涯
他的作品充滿性描寫，在當時是一種文學禁忌，如《夫婦們》（Couples，1968年），撰寫露骨的性愛情節，有換妻派對，引发爭議。1964年，他的名著《半人半馬怪》獲得全美書籍獎；1968年，被授予奧·亨利故事獎。同年榮登當年4月26日《時代》週刊的封面，封面上的大標題是“通姦社會”。
1960年出版《兔子，跑吧》（Rabbit, Run），是厄普代克「兔子四部曲」中的第一部，厄普代克以“兔子”哈利·安斯特朗為主角，繼續創作有《兔子歸來》（Rabbit Redux，1971年）、《兔子富了》（Rabbit Is Rich，1981年）以及《兔子安息》（Rabbit at Rest，1990年），記錄了美國自二戰后40年來的社會歷史的全貌，內容涉及越南战争、登陆月球、能源危机，有人稱之為“美國斷代史”。《兔子四部曲》中充斥著性的描寫，有兔子婚外情，兔子換妻，兔子一夜情，甚至與兒媳上床，“兔子”的“一生是一段向女人身子里钻的旅程”，可以說兔子走過風光無限又危險至極的性愛之旅。
1982年10月18日，厄普代克第二次登上《時代》週刊的封面故事。在1982年之前，在現代美國文學史上，只有三位作家有過兩次登上《時代》封面的榮譽，他們分别是辛克萊·劉易斯、海明威和福克納。
2000年，出版《哈姆雷特》（Hamlet）的前傳《葛楚德與克勞狄斯》（Gertrude and Claudius）故事是哈姆雷特的母后葛楚德以及其丈夫，還有國王胞弟克勞狄斯。2003年，以短篇小說集《早期故事》（The Early Stories: 1953-1975）榮獲普立茲獎（Pulitzer Prize）。

## 評價
厄普代克喜歡抽煙，長期患有肺癌，他和妻子晚年在麻省貝弗利法姆斯居住达30余年，2009年1月27日因肺癌在麻省丹佛斯就医时去世，自1958年發表第一部作品以來，共創作了50多部作品，其中包括30多部長篇小說，10多部中短篇小說集，兩獲普利茲獎、兩獲國家圖書獎以及欧·亨利奖，被譽為美國「最後一位真正的文人」，美國作家菲利普·羅斯（Philip Roth）說:“約翰·厄普代克是我們時代最偉大的文學家......像19世紀的納撒尼爾·霍桑一樣，他是而且將永遠是國寶。”
杰恩·帕里尼（Jay Parini）認為“没有人可以像厄普代克那样，抓住宾夕法尼亚那个地区的空气的特殊气息与味道......《鸽子羽毛及其他》（1962）或许仍是他这方面最好的故事集。”
尼古拉斯·米尔斯認為“如果社会历史学家们想知道美国是如何从20世纪50年代的艾森豪時代过渡到90年代的柯林頓時代的，他们会发现厄普代克的兔子系列小说是必读作品。”
厄普代克生前是呼聲最高的諾貝爾文學獎候選人，但每一次都與此獎擦身而過，對此他有理由不平，在他筆下的新教徒“亨利·贝克”，是美国犹太裔作家，常遇到写作障碍，尤其是在寫諾貝爾獎受獎演說稿的時候，1999年贝克却意外领得诺贝尔文学奖，似乎是對瑞典人的一種嘲諷。

## 著作年表
| 兔子四部曲 - (1960) 兔子，跑吧 - (1971) 兔子歸來 - (1981) 兔子富了 - (1990) 兔子安息 - (1995) Rabbit Angstrom: The Four Novels - (2001) 兔子回憶 貝克三部曲 - (1970) Bech, a Book - (1982) Bech Is Back - (1998) Bech at Bay - (2001) The Complete Henry Bech Buchanan books - (1974) Buchanan Dying (a play) - (1992) Memories of the Ford Administration (a novel) 東村 - (1984) 東村女巫（The Witches of Eastwick） - (2008) 東村寡婦（The Widows of Eastwick） 其他小說 - (1959) The Poorhouse Fair - (1963) The Centaur - (1965) Of the Farm - (1968) Couples - (1977) Marry Me - (1978) The Coup - (1994) Brazil - (1996) In the Beauty of the Lilies - (1997) Toward the End of Time - (2000) Gertrude and Claudius - (2002) Seek My Face - (2004) Villages - (2006) Terrorist 紅字三部曲 - (1975) A Month of Sundays - (1986) Roger's Version - (1988) S. | 短篇小說集 - (1959) The Same Door - (1962) Pigeon Feathers - (1964) Olinger Stories (a selection) - (1966) The Music School - (1972) Museums And Women - (1979) Problems - (1979) Too Far To Go (the Maples stories) - (1987) Trust Me - (1994) The Afterlife - (2000) The Best American Short Stories of the Century (editor) - (2001) Licks of Love - (2003) The Early Stories: 1953–1975 - (2009) My Father's Tears and Other Stories 詩集 - (1958) The Carpentered Hen - (1963) Telephone Poles - (1969) Midpoint - (1969) Dance of the Solids - (1974) Cunts: Upon Receiving The Swingers Life Club Membership Solicitation (limited edition) - (1977) Tossing and Turning - (1985) Facing Nature - (1993) Collected Poems 1953–1993 - (2001) Americana: and Other Poems - (2009) Endpoint and Other Poems 非小說, 評論集 - (1965) Assorted Prose - (1975) Picked-Up Pieces - (1983) Hugging The Shore - (1989) Self-Consciousness: Memoirs - (1989) Just Looking - (1991) Odd Jobs - (1996) Golf Dreams: Writings on Golf - (1999) More Matter - (2005) Still Looking: Essays on American Art - (2007) Due Considerations: Essays and Criticism |

## 外部連結
- The John Updike Society （页面存档备份，存于）
- John Updike collection, Houghton Library, Harvard University
- The Other John Updike Archive, a collection taken from Updike's rubbish and discussed in this article （页面存档备份，存于） from The Guardian, September 2014, and this article （页面存档备份，存于） from The Atlantic
- Jack De Bellis collection of John Updike （页面存档备份，存于） at the University of South Carolina
- Column archive （页面存档备份，存于） at The New York Review of Books
- Column archive （页面存档备份，存于） at The New Yorker
- C-SPAN內的頁面（英文）
  - In Depth interview with Updike, 4 December 2005 （页面存档备份，存于）
- 《查理·罗斯访谈录》上的約翰·厄普代克
- 約翰·厄普代克在互联网电影资料库（IMDb）上的資料（英文）
- WorldCat 聯合目錄中約翰·厄普代克的著作或與之相關的著作
- 开放图书馆中約翰·厄普代克的著作
- 約翰·厄普代克在《紐約時報》上的節選新聞及評論
- Template:Guardian topic
- Reviews （页面存档备份，存于） at the London Review of Books
- Stuart Wright Collection: John Updike Papers, 1946–2010 (#1169-023), East Carolina Manuscript Collection, J. Y. Joyner Library, East Carolina University （页面存档备份，存于）
- Authors and Poets collection at University of Maryland

文章和采访
- John Updike, The Art of Fiction No. 43 （页面存档备份，存于）, Charles Thomas Samuels, Paris Review, Winter 1968
- "Picked-Up Pieces: A half century of John Updike" （页面存档备份，存于）. The New Yorker, 2009
- The ancestry of John Hoyer Updike （页面存档备份，存于）, Rootsweb
- Petri Liukkonen. "John Updike". Books and Writers
- John Updike Life & Times （页面存档备份，存于）, New York Times Books
- The Salon Interview: John Updike, "As Close as You Can Get to the Stars" （页面存档备份，存于）, Dwight Garner, Salon.com